# حدباء آل السريحي (مأرب)

تعديل مصدري - تعديل

حدباء آل السريحي هي إحدى قرى عزلة ال راشد منيف بمديرية مأرب التابعة لمحافظة مأرب، بلغ تعداد سكانها 253 نسمة حسب تعداد اليمن لعام 2004.